# 中國鈸

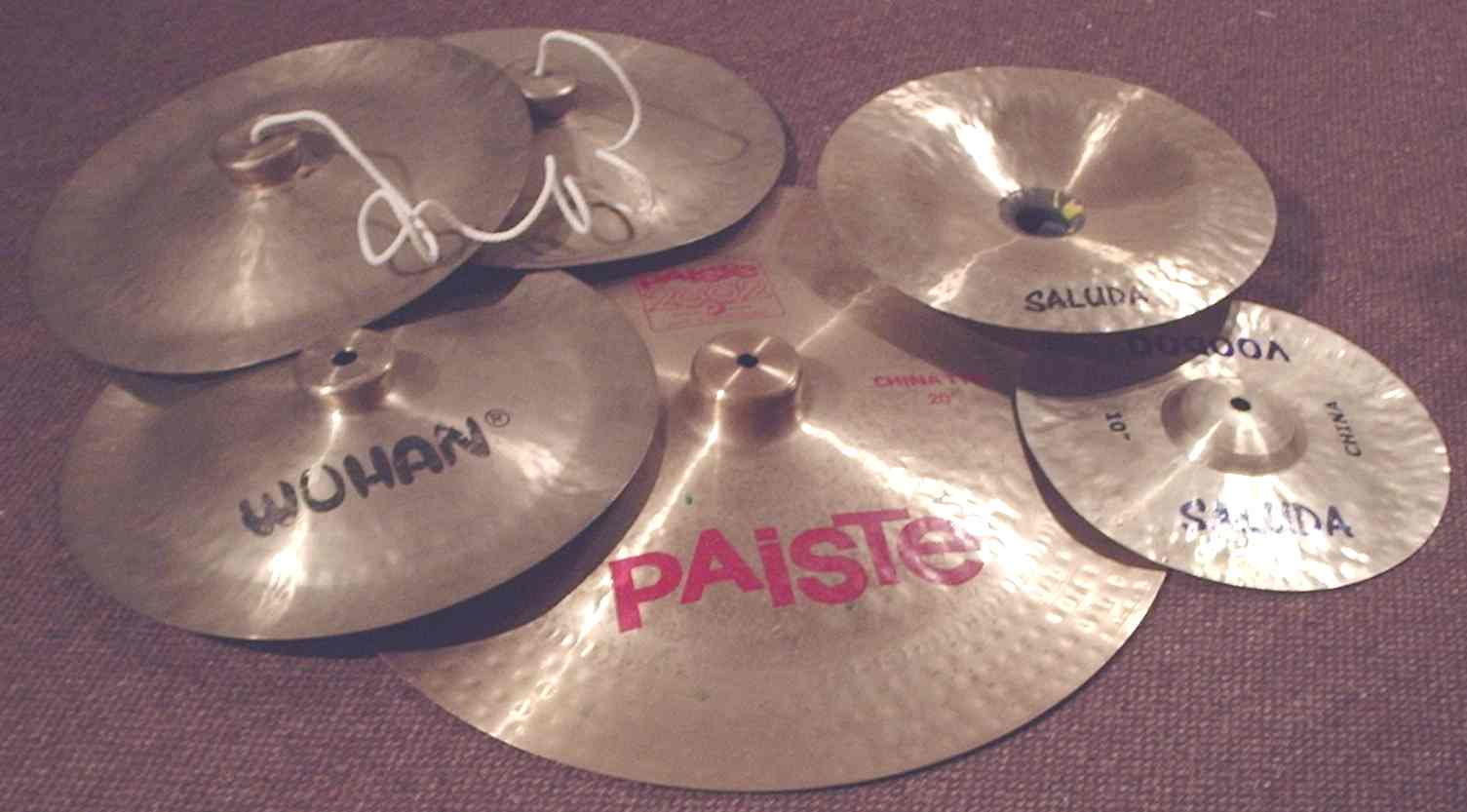
三個主要製造商所造的中國鈸

在西方音樂中，中國鈸是一種獨特的碎音鈸，旨在產生明亮，清脆和爆炸性的音調。正是因為這個原因，他們被暱稱為“trash cymbals”。“中國鈸”這個名字源於它在聲音和形狀上與中國鑼相似。它們最常被倒置在鈸架上，使它們更容易被擊打並獲得更好的聲音。
中國鈸在搖滾音樂的各種演出中大多是常見的，特別是重金屬音樂和敲擊金屬。它也經常用於融合爵士樂和拉丁美洲音樂，特別是那些精心製作的鼓獨奏。在拉丁和幾種環球音樂中，中國鈸通常與其他打擊樂器，如天巴鼓，八音鼓或蘇爾多(巴西低音鼓)一起演奏而不是鼓組。

## 結構

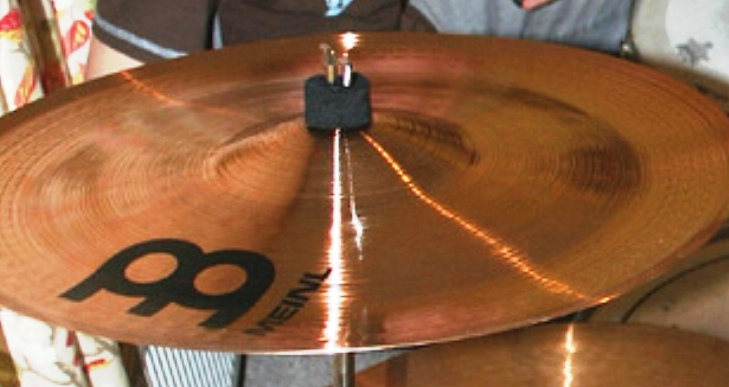
Meinl中國鈸: 正常鈸心,上翻的外緣;鈸心向上地安裝

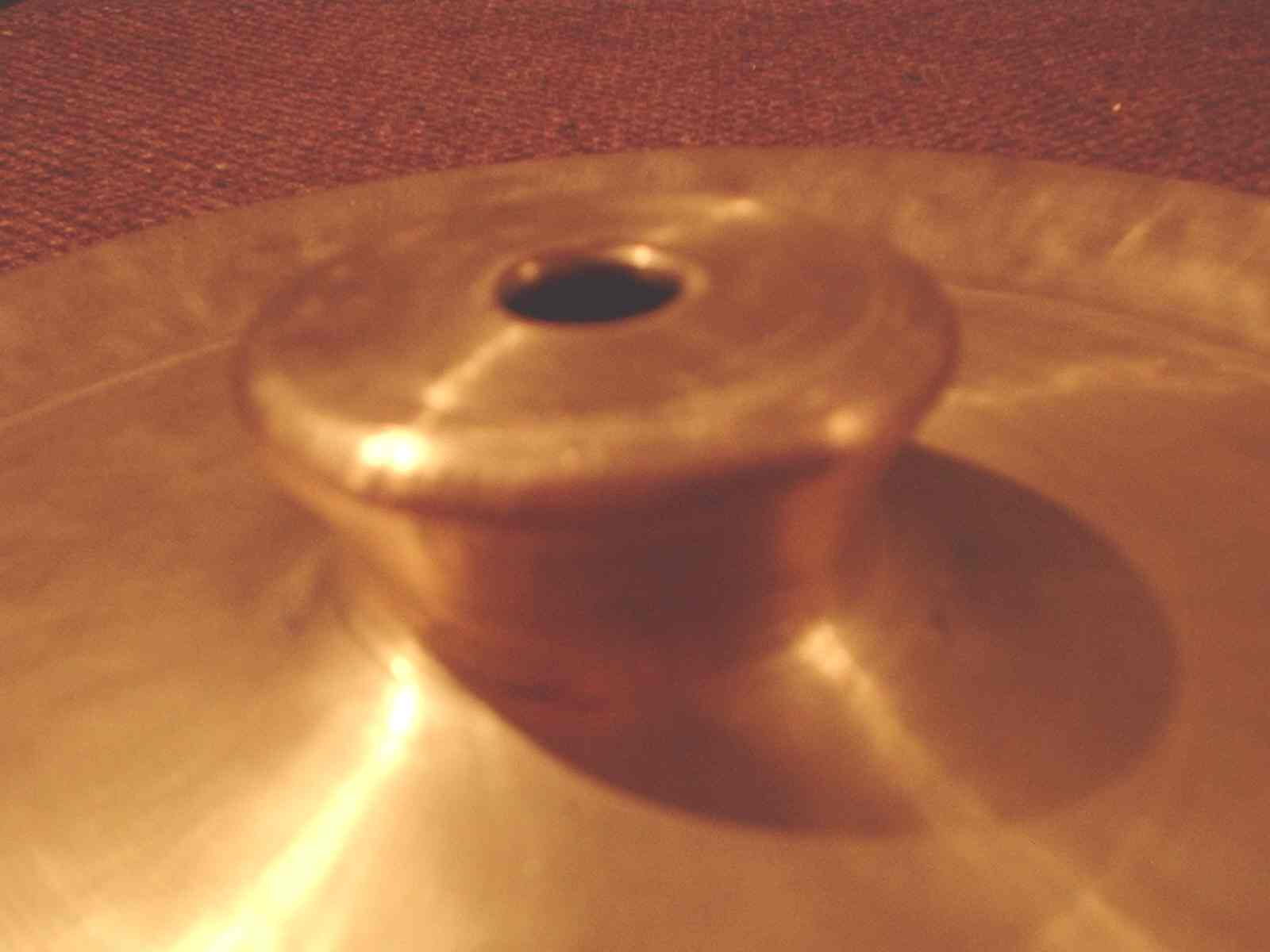
倒置截錐形的鈸心

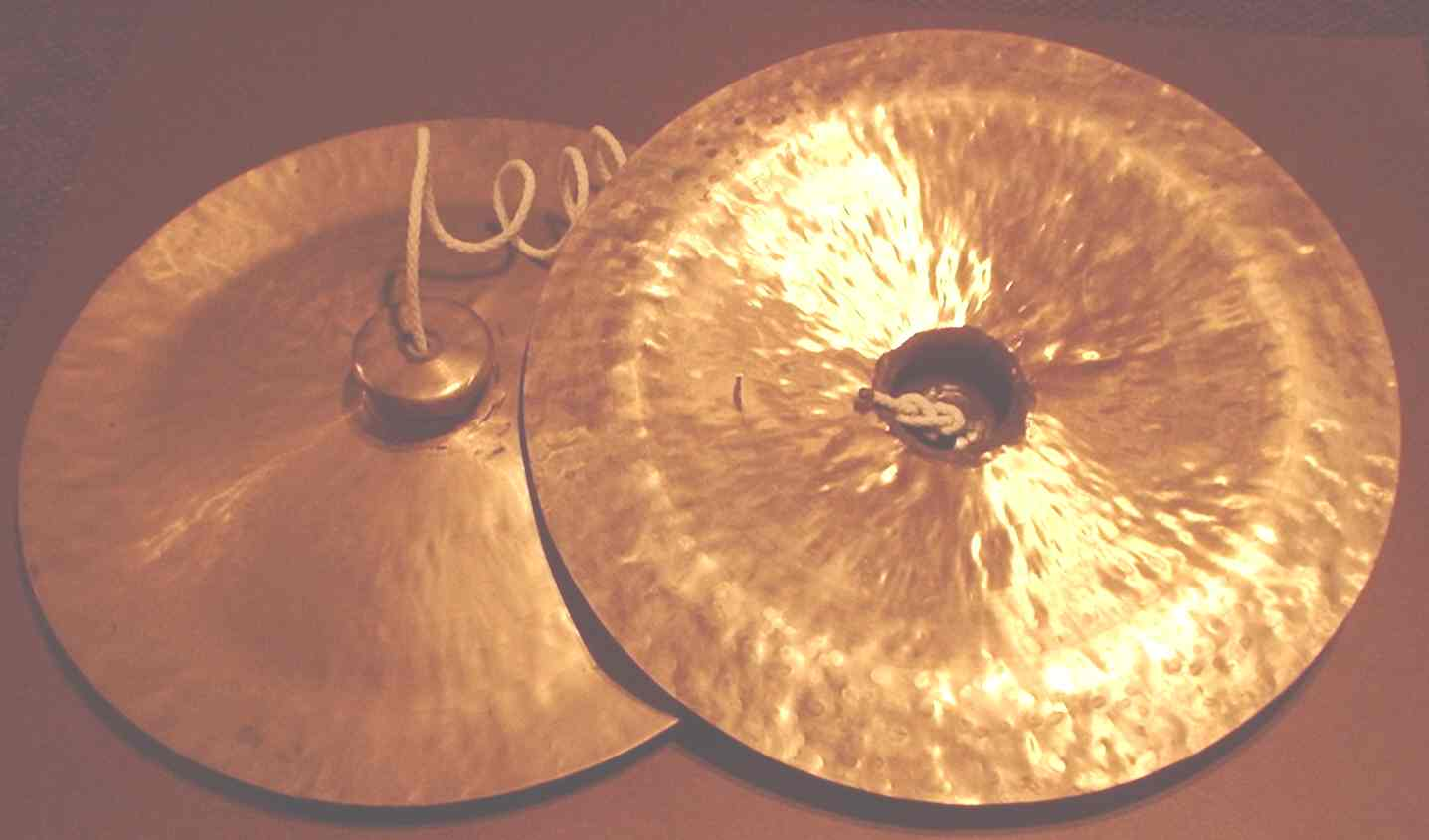
中國撞擊鈸

中國鈸通常有一個圓柱形或倒置截錐形的鈸心，向與主鈸面相反的方向翻轉的外緣很少或沒有鈸面錐度（厚度改變），從鈸心到邊緣的、和未拋光的鈸心內部的區域。然而，許多中國鈸只有幾個或在某些情況下沒有這些區別特徵。中國鈸的顯著特徵是最難定義的特徵：它的聲音。中國鈸聲音是來自中國而不是傳統製造鈸的土耳其。
鈸被分為兩個或三個音調家族：土耳其式；中國式；儘管其他人會將歐洲音調作為土耳其聲音的發展，有些人會說歐式。最好的土耳其鈸有豐富、膨脹音調，有些人稱此音調為“甜蜜的”。對於西方來說，最好的中國鈸類型會具有磨蝕性，尖刻的聲音，西方鼓手稱之為“雜亂的”。
這些家族在某種程度上重疊。值得注意的是，嘶嘶鈸有中國鈸的一些特點，以及傳統的土耳其鈸的一些特點。另一方面，Sabian rocktagon 鈸和一些UFIP的型號被認為是中國鈸，而沒有正常中國鈸的物理特徵，而儘管Paiste crystal crash是方形鈸心，它被認為是歐洲鈸。
據稱，中國的鈸製作早於世界其他任何地方的藝術發展。最受歡迎的鈸合金鐘青銅似乎是在中國獨立開發的。今天在中國，各種鈸都是由傳統和進口方法共同製成的。傳統中國鈸具有鮮明名稱和聲音的，包括鐘， 京锣和水鈸，許多其他類型都如此。在西方音樂中，這些都被稱為中國鈸。
中國鈸有多種尺寸可供選擇，從27英寸（69厘米）到0.4英寸（1.0厘米），大多數類型單獨使用，但有些成對成對。12英寸（30厘米）或更小的那些通常在西方音樂中被稱為中國水鈸。在鼓組中使用時，它們被視為效果鈸，用於提供顏色和多樣性。
在鼓組件中，可以安裝中國鈸，使鐘罩朝上（類似於其他鈸），並且鐘罩朝下。當安裝在鐘罩上時，上翻的輪輞變成了一個下彎的輪輞，允許正常的杖技術用於騎行和碰撞模式。這假設鐘形成典型方向; 一些中國式鈸（例如，Paiste 2002 Novo china）有一個倒鐘和一個上翻的邊緣，所以必須安裝鐘罩以實現這種向下的邊緣方向。

## 敲擊方法
根據音樂的類型，中國鈸可以各種方式演奏。
例如，在現代金屬音樂中，鼓手通常傾向於使用鼓棒的肩部而不是尖端來演奏更“雜亂”的聲音。在其他類型中，例如爵士樂（可以使用較少錘打的鈸來獲得更輕和更少破音的效果），鼓手經常使用尖端來演奏中國鈸來獲得更多“嘶嘶”的聲音。